# Andrew Leavine
Andrew Leavine (Brooksville, 27 dicembre 1987) è un wrestler statunitense.
Conosciuto con i nomi di Andy Leavine e Kevin Hackman, è noto per aver vinto Tough Enough 5 nel 2011, ma per non essere mai riuscito ad approdare nel main roster. Milita attualmente nella World Wrestling Council di Porto Rico.

## Carriera

### WWE

#### Florida Championship Wrestling (2010-2012)
Nel 2010, Leavine firma un contratto di sviluppo con la WWE e viene mandato in Florida Championship Wrestling per allenarsi. Fa il suo debutto il 19 agosto in una battle royal dalla quale viene però eliminato. A vincerla è stato Eli Cottonwood.Cambia poi il suo nome in Kevin Hackman e, il 2 dicembre, partecipa ad un 10-man tag team match dove la sua squadra, composta da lui, Roman Leakee, Darren Young, Big E Langston e James Bronson perdono contro quella composta da Husky Harris, Kenny Li, Mike Dalton, Chimaera e Buck Dixon. L'8 gennaio combatte il suo primo match singolo, perdendo contro Donny Marlow.
Dopo aver vinto Tough Enough, la WWE comunica sul suo sito ufficiale che Andy Leavine è stato mandato nuovamente in Florida Championship Wrestling per affinare la tecnica per poi debuttare in futuro. Debutta nuovamente in FCW come Andy Leavine e perde il suo primo match il 16 luglio, all'FCW Summer SlamaRama, contro Peter Orlov. Nei tapings del 21 luglio, Leavine ottiene la sua prima vittoria sconfiggendo Mack Hetfield. Dopo essere stato sospeso per 30 giorni per aver violato il Welness Program, Hackman ritorna in FCW e, nel suo match di ritorno, sconfigge il debuttante Leroy Parks. Nei tapings del 13 ottobre, però, subisce una sconfitta per mano di Big E Langston. Il 4 novembre, perde per squalifica contro Calvin Raines. Al Tampa Show di novembre, vince un match contro Colin Cassady. L'8 dicembre, fa squadra con i nipponici Jiro e Sakamoto ma i tre perdono contro Big E Langston, Corey Graves e James Bronson. Nel primo show del 2012, Leavine prende parte ad un 8-man tag team match in squadra con Dante Dash, Jason Jordan e Marcus Owens battendo la squadra opposta formata da Colin Cassady, Corey Graves, Nick Rogers e Peter Orlov. Il 2 marzo, al Kissimmee Show, batte in coppia con Mike Dalton, Aiden English e Corey Graves. Al Tampa Show del 29 marzo, Hackman perde contro Dalton.

#### Tough Enough (2011)
Nel marzo 2011, Leavine viene annunciato come uno dei partecipanti a Tough Enough 5, dove si presenta come un face. Nella puntata di Raw del 6 giugno, Leavine viene dichiarato vincitore quando in gara erano rimasti solo lui e Luke Robinson. Subito dopo, viene attaccato da Steve Austin con la Stunner e viene schiaffeggiato da Vince McMahon, simbolo che per stare in WWE ci vuole fegato.
Il 23 aprile 2012, la WWE decide di concludere il rapporto di collaborazione che legava Leavine alla WWE. Andrew è quindi il secondo atleta, dopo Matt Cappotelli, ad aver vinto Tough Enough e non essere però mai approdato nel main roster.

### World Wrestling Council (2012 - Presente)
Dopo essere stato licenziato dalla WWE, Leavine tenta la fortuna a Porto Rico, facendosi assumere dalla World Wrestling Council, dove debutta sconfiggendo Chris Joel. Al match successivo, riceve subito un'opportunità per il WWC Universal Heavyweight Championship, ma il match contro il campione Apolo finisce in No Contest. Dopo un altro match finito in doppia squalifica, Leavine perde contro Carlito Caribbean Cool, ma successivamente batte Xix Xavant. L'8 settembre, sconfigge Apolo e Gilbert in un Triple Treath Match, vincendo il WWC Universal Heavyweight Championship. Il 20 ottobre, perde il titolo contro Ray Gonzales. Nell'aprile 2013, conquista insieme a Samson Walker, i WWC World Tag Team Championship.

## Personaggio

### Mosse finali
- Cattle Drive (DDT)
- Side slam

## Titoli e riconoscimenti
World Wrestling Council
- WWC Universal Heavyweight Championship (1)
- WWC World Tag Team Championship (1) - con Samson Walker